# Медведев, Сергей Павлович
Серге́й Па́влович Медве́дев (15 марта 1885, дер. Картино, Московская губерния — 10 сентября 1937, Москва) — российский революционер, профсоюзный и хозяйственный деятель.

## Биография
Родился в деревне в Подмосковье.  Окончил 4-классную воскресную школу при Обуховском заводе  в Петербурге.  В тринадцать лет начал работать токарем на Обуховском заводе в Петербурге, где участвовал в Обуховской стачке 1901 года. В пятнадцать лет присоединился к РСДРП и встал на сторону большевиков. Занимается подпольной революционной деятельностью, за что подвергается репрессиям со стороны царской охранки. 8 раз был арестован, в 1909 бежал из ссылки, вновь сослан.  Провёл большую часть Первой мировой войны в сибирской ссылке.
В 1917 года организовал в Ачинске Совет рабочих и солдатских депутатов. Возвратился из ссылки в 1917. Призван в армию солдатом. Избран во Всероссийское учредительное собрание в избирательном округе Северного фронта по списку № 5 (большевики). 
В 1918 году возвратился в Петроград и участвовал в работе Всероссийского Совета рабочих, крестьянских и солдатских депутатов. Во время гражданской войны — председатель Революционного трибунала при ВЦИК (1918) и политкомиссар.
В начале 1920 года был направлен в Москву для работы в ЦК Всероссийского союза металлистов. Вместе с Александром Шляпниковым руководил «Рабочей оппозицией». 
В конце 20-х годов работал в Наркомате тяжёлой промышленности.  В 1926 исключён из ВКП(б), затем восстановлен.
В 1932 году ЦКК расследовала деятельность Медведева в связи с делом Рютина, но не нашла никаких улик.
В конце 1933 года был исключен из партии и в январе 1934 года отправлен в административную ссылку на север России.
Арестован 24 января 1935 г, содержался в Челябинском политизоляторе особого назначения. Виновным себя не признал. Приговорён ОСО при НКВД СССР к 5 годам ИТЛ, отбывал наказание на строительстве Беломорско-Балтийского канала в Медвежьегорске.
Затем 23 января 1937 года доставлен в Москву, 10 сентября приговорен Военной коллегией Верховного суда СССР по обвинению в террористических намерениях к расстрелу, расстрелян в тот же день.
Реабилитирован посмертно в январе 1978 г.